# ドリーウッド
ドリーウッド(Dollywood)はカントリー歌手のドリー・パートンとHerschend Family Entertainment Corporationによって運営されるテーマ・パークである。テネシー州ピジョン・フォージに位置する。3,000人の従業員を抱え、この地域で最大の雇用を有している。
遊園地の基本的な乗り物、絶叫マシンの他、伝統工芸品、グレート・スモーキー地域の音楽なども呼び物にしている。隣接のドリーウッドのスプラッシュ・カントリーも運営しており、ディナー・シアターのディキシー・スタンピードもチェーン展開している。ここでは毎年、国内外や地域の音楽と同様にドリー・パートンや彼女の家族の出演を含む多くのコンサートや音楽イベントが行われている。
以前のシルバー・ダラー・シティだった場所にオープンした1986年の来客数130万人から2009年には250万人に増大した。2010年現在、10年以上もの間チケット制の観光地で最も大きな観光地として位置し続けている。彼女は成功の秘訣はグレート・スモーキー山脈国立公園に近かったことと考えている。州観光開発委員のスーザン・ウイテーカーによると、2010年現在、テネシー観光客の88パーセントが飛行機ではなく車を利用しており、ドリーウッドのような大きな観光アトラクションの経済的影響は地域の経済的発展に貢献するという。ドリーウッドは初春からクリスマスの辺りまで営業される。
独立非営利団体のアメリカ南部ゴスペル協会が提供するアメリカ南部ゴスペル殿堂博物館も有している。
2010年、彼女は将来ドリーウッドをもっとオープンしたいと語った。彼女は「私たちは確かに毎年リゾートとして新しいことに着手したい。」「ドリーウッドは確かにカントリーの別の一部であり、世界の一部となり得る。」と言った。

## 歴史
1961年、ノースカロライナ州ブローイング・ロックのロビンス兄弟により蒸気機関車、雑貨屋、鍛冶屋、バーなどがある『レベル鉄道』という名の小さな観光地としてオープンした。ここはブローイング・ロックで成功した遊園地の『トゥイーツィー』をモデルにした。1970年、レベル鉄道はフットボール・チームのクリーブランド・ブラウンズを所有するアート・モデルに買収された際『ゴールドラッシュ・ジャンクション』と名前を変えた。1976年、ジャック&ピート・ハーシェンドがゴールドラッシュ・ジャンクションを買収し、1976年より『ゴールドラッシュ』と改名。しかし1977年ミズーリ州ブランソンにある系列園シルバー・ダラー・シティにならって『シルバー・ダラー・シティ・テネシー』と再度改名。
1986年、ドリー・パートンが共同経営者となり『ドリーウッド』と改名。2010年、パートンは運営に携わることを「私はいつも故郷でこの地域に雇用を生み出し、私が関与したことで拡大したり成功したかを考えている。」と言った。
1986年から2010年までに、2倍の広さの150エーカー(0.61 km2)となった。2009年、広報担当者によるとアメリカ国内の他のテーマ・パーク同様に不況の中での高額観光地は悪天候のため来場者数は6パーセントダウンしたということである。2010年現在の入場料は大人56ドル、子供45ドルである。
2010年11月16日、ドリーウッドは産業界で最も名誉ある賞であるリンゼバーグ・アプローズ賞を獲得し、ドリー・パートンがオーランドでのIAAPAアトラクション・エキスポ2010で受け取った。

## 園内のエリア
ドリーウッドは10種類のエリアに分かれている。ショーストリート、リバータウン・ジャンクション、クラフトマンの谷、ビレッジ、カントリー・フェア、ティンバー・キャニオン、そしてジュークボックス・ジャンクションであり、それぞれ東部テネシーの歴史や文化を表している。ドリームランド・フォレストとアドベンチャー・イン・イマジネーションはドリー・パートンの人生や想像の世界を表している。多くのアトラクションはアパラチア南部の歴史や文化に焦点を当てている。
- ショーストリート - ショーストリート・パレス・シアター、フレンドシップ・ガーデン、セレブリティ・シアター、そしてアメリカ南部ゴスペル殿堂博物館など。
- リバータウン・ジャンクション - テネシー・マウンテン・ホーム、バック・ポーチ・シアター、スモーキー・マウンテン・リバー・ランページなど。
- クラフトマンの谷 - ドリーウッド・グリスト・ミル、バレイ・シアター、イーグル・マウンテン・サンクチュアリ、ウィングス・オブ・アメリカ・シアター、ロバート・F・トーマス教会、キャリコ・フォールズ・スクールハウス、テネシー・トルネード(コースター)、ブレイジング・フュアリ(コースター)、デアデビル・フォールズ、他クラフト展示など。
- ビレッジ - ドリーウッド・エクスプレス蒸気機関車、ハートソング・シアター、メリーゴーランド、マジック・ラフメーカーなど。
- カントリー・フェア - ディジー・ディスク、アメージング・フライング・エレファント、レモン・ツイスト、シューティング・スター、スカイ・ライダー、ベジテイルのサイドショー・スピン、子供用ローラー・コースター、ワルツィング・スウィンガー、ピギー・パレード、ビジー・ビー、ラッキー・ダッキー、ドリーのデモリション・ダービー、スクランブラー、ワンダー・ホイールなど。
- ティンバー・キャニオン - ミステリー・マイン(コースター)、ティンバー・タワー、サンダーヘッド(コースター)、ランバージャック・リフトなど。
- ジュークボックス・ジャンクション - ロッキン・ロードウェイ(ゴーカート)、パイン・シアターなど。
- ドリームランド・フォレスト - ドリームランド・フォレスト、マウンテン・スライドウィンダー(水上そり)など。2010年、ドリームランド・フォレストは取り壊され、納屋と回転する飛行機を模したバーンストーマーができる。この辺りはドリー・パートンの親戚に因んで『オウエンズ・ファーム』と改名される。
- アドベンチャーズ・イン・イマジネーション - ホワイト・ライトニング、ドリー・パートン博物館のチェイシング・レインボーなど。
- ワイルダネス・パス - リバー・バトル(水上の乗り物)、スカイジップ(別料金)、アメリカで最も長いロープ・ウェイのアドベンチャー・マウンテンなど。

## フェスティバル
ドリーウッド営業期間中、4種類のフェスティバルがある。
- フェスティバル・オブ・ネーションズ - 2010年3月26日～4月27日:この4週間の国際祭は世界中のエンターテイメント、クラフト、食べ物、ダンスなどを特徴としている。
- キッズ・フェスト - 夏祭りとしてポピュラーなショー、アクティビティー、など。
- ナショナル・ゴスペル・アンド・ハーベスト・セレブレーション - 10月の間、南部のゴスペル・アーティストと共に手工芸や秋の味覚など昔ながらの収穫祭を祝う。
- スモーキー・マウンテン・クリスマス - 11月および12月、スペシャルなショー、食べ物、他アトラクションなどと共に伝統的なクリスマスを祝う。さらに園内は400万個近くのライトのイルミネーションで飾られる。このフェスティバルは2008年と2009年の世界のベスト・クリスマス・イベントに選ばれた。